# БПУ-12,7
БПУ-12,7 — это необитаемый башенный боевой модуль украинского производства, предназначенный для установки на лёгкую бронетехнику.

## История
Боевой модуль БПУ-12,7 был разработан ХКБМ им. А. А. Морозова и Изюмским приборостроительным заводом и впервые представлен 29 сентября 2014 года на оружейной выставке «IDEX-2014» (в репортаже с выставки было упомянуто, что боевой модуль утверждён в качестве основного вооружения для бронемашин «Дозор-Б», заказанных для Национальной гвардии Украины, а также может быть установлен на бронемашины БРДМ-2).
30 января 2015 года президенту Украины П. А. Порошенко был представлен обновлённый предсерийный образец броневика «Дозор-Б» с установленным боевым модулем БПУ-12,7.
2 февраля 2015 года ГК «Укроборонпром» объявил, что военнослужащим украинской армии представили первый серийный образец бронемашины «Дозор-Б» (оснащённый боевым модулем БПУ-12,7). 22-25 сентября 2015 на оружейной выставке «Зброя та безпека-2015» было объявлено о намерении устанавливать модуль БПУ-12,7 на бронемашины «Дозор-Б», выпускаемые в варианте бронетранспортёра (в то время как разведывательный вариант бронемашины «Дозор-Б» планируется оснащать иным вооружением).
К концу 2015 года боевой модуль БПУ-12,7 был адаптирован для установки на БТР-3 и БТР-4.
В 2018 году (под наименованием «BPU-12.7 combat module») он был включён в каталог продукции ГК «Укроборонпром» в качестве оружия, предлагаемого на экспорт.

## Описание
Боевой модуль БПУ-12,7 представляет собой дистанционно управляемый 12,7-мм пулемёт (НСВТ или его копия КТ-12,7 украинского производства) с прицельным комплексом ОЭП-ВМ (в состав которого входят лазерный дальномер, цветная телевизионная камера и тепловизор), оснащённый блоком дистанционного управления. Пулемёт не стабилизирован. Углы наведения по вертикали обеспечивают возможность ведения огня по воздушным целям. Боекомплект БПУ-12,7 составляет 150 патронов (одна патронная лента, уложенная в патронный короб), однако дополнительное количество боеприпасов может быть размещено внутри бронемашины. Масса модуля составляет 350 кг, высота модуля от юбки башни составляет 618 мм.